# Acarape
Acarape is een Braziliaanse gemeente in de deelstaat Ceará. Deze gemeente kreeg op 26 oktober 1879 de naam Calaboca, die op 18 september 1926 werd gewijzigd in Acarape. De gemeente heeft een landoppervlakte van 155 km² en een geschat inwoneraantal van 15.388 (2008).
Tot de gemeente behoren de volgende districten:
- Acarape
- Cantagalo
- Carro Atolado
- Itapaí
- Pau Branco
- Pau Escuro
- Riachão do Norte